# 小行星8274
小行星8274（英語：8274 Soejima）是一颗围绕太阳公转的小行星。1990年10月15日，圓舘金、渡邊和郎在北见发现了此天体。
这颗小行星的绝对星等为314.555919247902等。